# Isabeau Levito
Isabeau Levito (Mount Holly, 3 marzo 2007) è una pattinatrice artistica su ghiaccio statunitense.

## Biografia
Sua madre Maria Chiara Garberi è un'embriologa clinica milanese immigrata negli Stati Uniti dall'Italia nel 1997 e suo padre  Tim Levito è morto il 5 maggio 2019. La pattinatrice ha il nome del personaggio "Isabeau d'Anjou" interpretato da Michelle Pfeiffer nel film Ladyhawke. Parla fluentemente inglese e italiano mentre sta imparando il russo.

## Carriera
Ha vinto l'argento al Campionato mondiale nel 2024 e alla Finale del Grand Prix nel 2022. È la campionessa nazionale del 2023. Nella competizione nazionale ha vinto anche due bronzi nel 2022 e 2024. A livello giovanile ha vinto l'oro al Campionato mondiale juniores nel 2022.

## Palmarès
''GP: Grand Prix; CS: Challenger Series; JGP: Junior Grand Prix.
| Internazionali                       | Internazionali | Internazionali | Internazionali | Internazionali | Internazionali | Internazionali | Internazionali |
| Evento                               | 2019–20        | 2020–21        | 2021–22        | 2022–23        | 2023–24        | 2024-25        | 2025-26        |
| ------------------------------------ | -------------- | -------------- | -------------- | -------------- | -------------- | -------------- | -------------- |
| Campionati mondiali                  |                |                |                | 4°             | 2°             | 4°             |                |
| Campionati dei Quattro continenti    |                |                |                | R              |                |                |                |
| GP Finale                            |                |                |                | 2°             | 5°             |                |                |
| GP Trophée Eric Bompard              |                |                |                |                | 1°             |                |                |
| GP Finlandia                         |                |                |                |                |                | R              |                |
| GP Skate America                     |                |                |                | 2°             | 2°             | 3°             |                |
| GP Wilson Trophy                     |                |                |                | 2°             |                |                |                |
| CS Cranberry Cup                     |                |                |                |                |                | 3°             | 1°             |
| CS Nebelhorn Trophy                  |                |                |                |                | 1°             | 2°             |                |
| CS Nepela Memorial                   |                |                |                | 1°             |                |                |                |
| Philadelphia Summer International    |                |                |                | 1°             |                |                |                |
| Road to 26 Trophy                    |                |                |                |                |                | 2°             |                |
| Internazionali: Juniores             |                |                |                |                |                |                |                |
| Campionati mondiali                  |                |                | 1°             |                |                |                |                |
| JGP Austria                          |                |                | 2°             |                |                |                |                |
| JGP Francia                          |                |                | 1°             |                |                |                |                |
| Internazionali: Advanced novice      |                |                |                |                |                |                |                |
| Asian Open Trophy                    | 3°             |                |                |                |                |                |                |
| Nazionali                            |                |                |                |                |                |                |                |
| Campionati statunitensi              | 2° J           | 1° J           | 3°             | 1°             | 3°             | R              |                |
| Eventi a squadre                     |                |                |                |                |                |                |                |
| World Team Trophy                    |                |                |                | 1° S 3° P      |                |                |                |
| Japan Open                           |                |                |                |                | 2° S 3° P      |                |                |
| R = Ritirata; J = Categoria juniores |                |                |                |                |                |                |                |